# Onthophagus laevigatus
Onthophagus laevigatus är en skalbaggsart som beskrevs av Fabricius 1798. Onthophagus laevigatus ingår i släktet Onthophagus och familjen bladhorningar. Inga underarter finns listade i Catalogue of Life.